# Diego Leuco
Diego Leandro Lewkowicz (Buenos Aires, 16 de octubre de 1989) es un periodista y presentador de radio y televisión argentino. Comenzó su carrera en medios gráficos y radiales antes de expandirse al ámbito televisivo, donde se dio a conocer en El diario de Mariana (2013-2019), Los Leuco (2015-2018) y Telenoche (2019-2022). Posteriormente se dedicó a la conducción de programas de entretenimiento como Antes que nadie y La peña de Morfi.
A lo largo de su trayectoria periodística, Leuco ha sido distinguido con un premio Konex y un premio Martín Fierro de Radio. Es hijo del periodista Alfredo Leuco.

## Biografía
Diego Leandro Lewkowicz nació el 16 de octubre de 1989 en el Sanatorio Otamendi en el barrio de Recoleta, ciudad de Buenos Aires. Es hijo del periodista y presentador de origen judio Alfredo Leuco y la psicóloga Silvina Gagliardi. Su interés por el periodismo surgió a los once años cuando observó a su padre cubrir el atentando a las Torres Gemelas en Nueva York, durante unas vacaciones familiares. Estudió la carrera de Licenciatura en Periodismo en la Universidad de Palermo.

## Carrera profesional
En 2009, Diego Leuco comenzó su carrera periodística a los veinte años cuando se unió al equipo de la revista Noticias, donde se desempeñó como redactor de editoriales relacionadas con la información general y política. Tras dejar la revista en 2012, Leuco pasó a ser productor y presentador de su primer programa radial, llamado El rey desnudo, en colaboración con la periodista Marina Abiuso, que se transmitía por la radio Identidad 92.1. Más tarde, en 2013, asumió la conducción del programa Lo malo de ser bueno en la radio de la Ciudad. Ese mismo año, realizó su debut en televisión como panelista en el programa El diario de Mariana emitido por eltrece.
A mediados de 2014, Leuco se unió como columnista al programa radial Lanata sin filtro de  radio Mitre, donde analizaba la actualidad del país y presentaba los informes políticos. En marzo de 2015, condujo junto a su padre, Alfredo Leuco, el programa periodístico Los Leuco emitido por TN. Posteriormente, fue convocado por radio Mitre para conducir su propio programa llamado Volviendo a casa, convirtiéndose así en el conductor más joven en la historia de la emisora. En 2016, se convirtió en el coconductor de El diario de Mariana tras la salida de Ángel de Brito.
A principios de 2018,  tras la finalización del programa Los Leuco, Diego pasó a conducir Ya somos grandes por TN. En febrero de 2019, renunció a su trabajo en El diario de Mariana para convertirse en el nuevo conductor del noticiero Telenoche. El 29 de abril de ese año, debutó como coconductor en el noticiero central de eltrece junto a María Laura Santillán.
A fines de 2020, Leuco decidió abandonar el programa radial Lanata sin filtro para dedicarse a otros proyectos profesionales. En febrero de 2021, estrenó su propio programa llamado Diego a la tarde por radio Mitre. A finales de ese mismo año, concluyó su programa televisivo Ya somos grandes en TN para centrarse en la conducción del noticiero y su programa radial.
A mediados de 2022, debutó como conductor del programa Antes que nadie emitido a través de plataformas de streaming por Luzu TV en YouTube y Twitch. En diciembre de ese año, luego de cuatro años, renunció a la conducción del noticiero Telenoche para alejarse del periodismo político y enfocarse en otras ramas de la comunicación. En septiembre de 2023, fue convocado por Telefe para reemplazar temporalmente a Georgina Barbarossa en la conducción del programa musical La peña de Morfi, y posteriormente fue confirmado como el conductor definitivo del programa.Durante el verano de 2024/2025 se desempeñó como conductor de La Novela del Verano en Luzu TV. 

## Televisión
| Año           | Título                        | Papel                   | Canal      |
| ------------- | ----------------------------- | ----------------------- | ---------- |
| 2013-2019     | El diario de Mariana          | Panelista / Coconductor | Canal 13   |
| 2015-2018     | Los Leuco                     | Coconductor             | TN         |
| 2018-2021     | Ya somos grandes              | Conductor               | TN         |
| 2019-2022     | Telenoche                     | Conductor               | Canal 13   |
| 2023          | Premios Martín Fierro Digital | Conductor               | TV Pública |
| 2023-presente | La peña de Morfi              | Conductor               | Telefe     |

## Web
| Año           | Título          | Papel     | Canal   |
| ------------- | --------------- | --------- | ------- |
| 2022-presente | Antes que nadie | Conductor | Luzu TV |
| 2024          | El encargado    | Carranza  | Disney+ |
| 2024-2025     | La novela       | Conductor | Luzu TV |

## Radio
| Año       | Título               | Papel      | Emisora            |
| --------- | -------------------- | ---------- | ------------------ |
| 2012      | El rey desnudo       | Conductor  | Radio Identidad    |
| 2013-2014 | Lo malo de ser bueno | Conductor  | Radio de la Ciudad |
| 2014-2020 | Lanata sin filtro    | Columnista | Radio Mitre        |
| 2015-2018 | Volviendo a casa     | Conductor  | Radio Mitre        |
| 2021-2024 | Diego a la tarde     | Conductor  | Radio Mitre        |

## Premios y nominaciones
| Año  | Organización                   | Categoría                            | Trabajo              | Resultado | Ref(s) |
| ---- | ------------------------------ | ------------------------------------ | -------------------- | --------- | ------ |
| 2015 | Premios Martín Fierro          | Mejor panelista                      | El diario de Mariana | Nominado  | [ 26 ] |
| 2016 | Premios Tato                   | Mejor conductor en programa de cable | Los Leuco            | Nominado  | [ 27 ] |
| 2016 | Premios Martín Fierro          | Mejor panelista                      | El diario de Mariana | Nominado  | [ 28 ] |
| 2016 | Premios Martín Fierro de Radio | Mejor analista político / económico  | Lanata sin filtro    | Ganador   | [ 29 ] |
| 2017 | Premios Tato                   | Mejor labor periodística             | El diario de Mariana | Nominado  | [ 30 ] |
| 2017 | Premios Tato                   | Mejor conductor en programa de cable | Los Leuco            | Nominado  | [ 30 ] |
| 2017 | Premios Konex                  | Revelación periodística              | Él mismo             | Ganador   | [ 31 ] |
| 2023 | Premios Martín Fierro Digital  | Mejor conductor de radio             | Antes que nadie      | Nominado  | [ 32 ] |
| 2024 | Premios Martín Fierro Digital  | Entrevistador digital                | Antes que nadie      | Nominado  | [ 33 ] |
| 2024 | Premios Ídolo                  | Actualidad, finanzas y economía      | Él mismo             | Nominado  | [ 34 ] |